# Lazar Dobožanov
Lazar Dobožanov (Óbecse, 1995. december 21. – ) (szerb cirill átírással: Лазар Добожанов) szerb válogatott vízilabdázó, a Radnički Kragujevac kapusa.

## Eredmények

### Klubcsapattal

#### Radnički Kragujevac
- Szerb bajnokság: Bronzérmes: 2015-16
- Szerb bajnokság: Bronzérmes: 2018-19

#### Partizan Beograd
- Szerb bajnokság: Aranyérmes: 2016-17

#### Crvena zvezda
- Szerb bajnokság: Ezüstérmes: 2017-18